# 北京海洋馆
北京海洋馆（英語：Beijing Aquarium），位于北京市海淀区北下关街道的北京动物园内，由北京信沃达海洋科技有限公司运营，其南面是长河、毗邻北京展览馆、天文馆和首都体育馆。其占地面积为12万平方米，建筑面积为4.2万平方米，是目前世界上最大的内陆水族馆。

## 历史
1999年3月27日，北京海洋馆开业，由北京动物园与香港百事利达国际有限公司投资近1亿美元，总面积4.2万平方米。
运营海洋馆的北京信沃达成立于2013年。2022年3月11日，茂化实华以4.2亿元的价格收购北京信沃达69%的股权，2023年4月打算将这部分股权抛售，但遭到董事会否决。